# Yangbai
Yangbai (kinesiska: 杨柏乡, 杨柏) är en socken i Kina. Den ligger i provinsen Sichuan, i den sydvästra delen av landet, omkring 320 kilometer nordost om provinshuvudstaden Chengdu. Antalet invånare är 15 475. Befolkningen består av 7 666 kvinnor och 7 809 män. Barn under 15 år utgör 18,0 %, vuxna 15-64 år 68 %, och äldre över 65 år 13,0 %.
Genomsnittlig årsnederbörd är 1 649 millimeter. Den regnigaste månaden är juli, med i genomsnitt 310 mm nederbörd, och den torraste är december, med 10 mm nederbörd.